# Neuenstadt am Kocher
Neuenstadt am Kocher er en by i den tyske delstat Baden-Württemberg, som ligger i kreisen Heilbronn. Neuenstadt am Kocher har 9.553 indbyggere (2006).